# Daniel Berta
Daniel Berta (n, 26 de noviembre de 1992) es un jugador de tenis sueco. En su carrera no ha conquistado torneos a nivel ATP y su mejor posición en el ranking fue n.691 en agosto de 2011. Su mayor logro es haber ganado el Roland Garros de 2009 en la categoría junior, en la final ganó a Gianni Mina por 6-1, 3-6 y 6-3.